# Динценхофер, Килиан Игнац
Килиан Игнац Динценхофер (нем. Kilian Ignaz Dientzenhofer, чеш. Kilián Ignác Dientzenhofer; 1 сентября 1689[…] или 1 сентября 1690, Прага, Земли Чешской короны[…] — 18 декабря 1751[…], Прага, Земли Чешской короны[…]) — немецкий архитектор южногерманского и чешского барокко, представитель знаменитой семьи мастеров-строителей Динценхоферов. Сын архитектора Кристофа Динценхофера (1655—1722), внук Георга Динценхофера. Автор самых известных построек чешского барокко в Праге, в 1576—1618 годах столице Священной Римской империи династии Габсбургов.

## Биография
Килиан Игнац Динценхофер родился 1 сентября 1689 года в Праге, Богемия. Он был вторым сыном немецкого архитектора Кристофа Динценхофера (1655—1722) и Марии Анны Айхбауэр (урожденной Ланг), вдовы архитектора Иоганна Георга Айхбауэра Старшего.
Начальное образование получил в школе иезуитов в Малой Стране в Праге. Затем окончил Пражский университет (Клементинум), где изучал математику и философию. Он был многосторонне образованным человеком, говорил на шести языках. В 1709 или 1710 году отправился в путешествие, познакомился с архитектурой Германии, Франции и Италии. Завершил своё образование путешествием в Вену и в Венецию. В Вене работал помощником архитектора Иоганна Лукаса фон Хильдебрандта.
По возвращении в Прагу в 1716 году выполнял многие заказы, заканчивал некоторые сооружения отца. Динценхофер был дважды женат; у него было шестеро детей от Анны Сесилии Попеловой (1719—1729) и одиннадцать детей от Анны Терезии Гендриховой (1729—1751).

## Архитектурная практика
Килиан Игнац работал как в самой Чехии, так и в Моравии и Силезии, в городах Прага, Эгер, Карловы Вары, Броунов, Кладно, Легницке Поле. Его самые известные постройки в Праге: дворец Кинских, церковь Святого Яна Непомуцкого на скале (1730—1739), церкви Святого Николая (Микулаша) на Староместской площади (1732—1735) и на Малой Стране (1737—1752).
На его индивидуальный стиль повлияло творчество гения римского барокко Франческо Борромини, а также оригинальные произведения чешского мастера Яна Сантини.
Признавая образование архитектора и его успехи в строительстве, австрийский император Карл VI в 1730 году присвоил ему звание придворного архитектора. В 1737 году он получил должность главного фортификатора Праги. Постройки Килиана Игнаца Динценхофера при явной барочности — «волнение стен» и «перетекание пространства» — сохраняют рациональность плана (модульность и центричность), что придаёт им своеобразную классичность. 
Килиан Игнац скончался в Праге, похоронен на Малостранском кладбище.
После смерти архитектора его положение унаследовал пражский архитектор, его помощник Ансельмо Лураго (1701—1765).

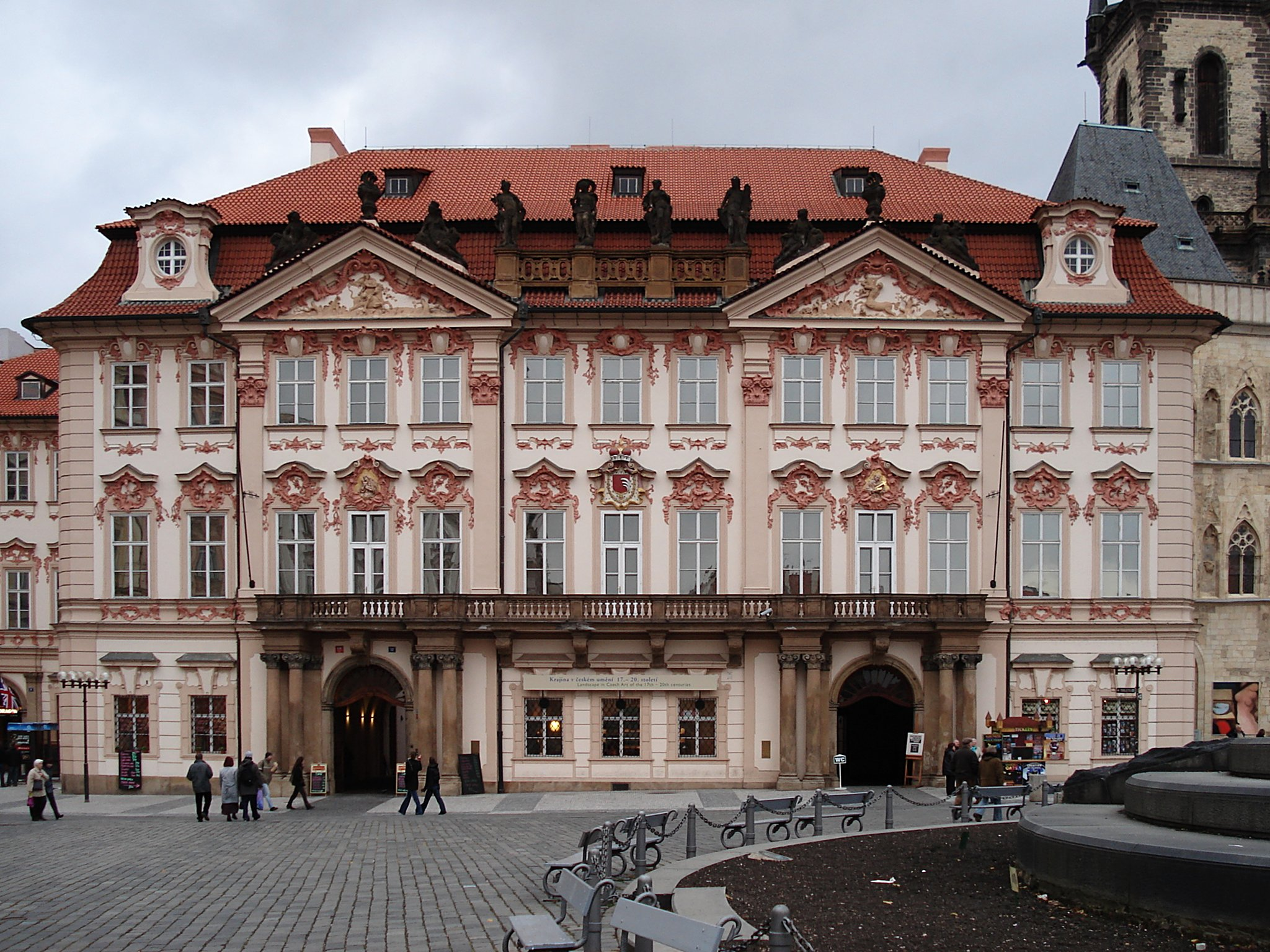
Дворец Кинских на Староместской площади. 1755–1765
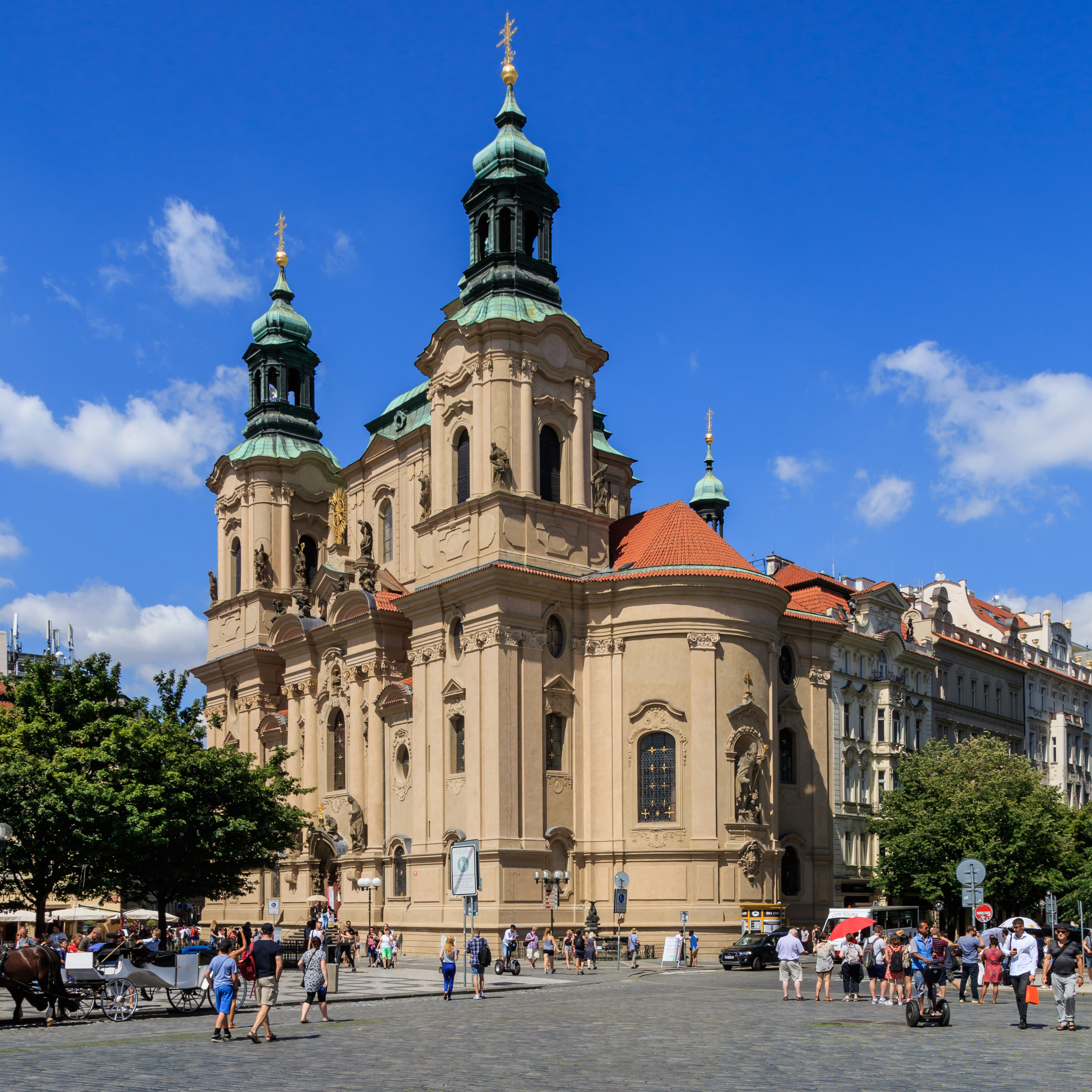
Церковь Святого Микулаша (Николая) на Староместской площади. 1732—1735
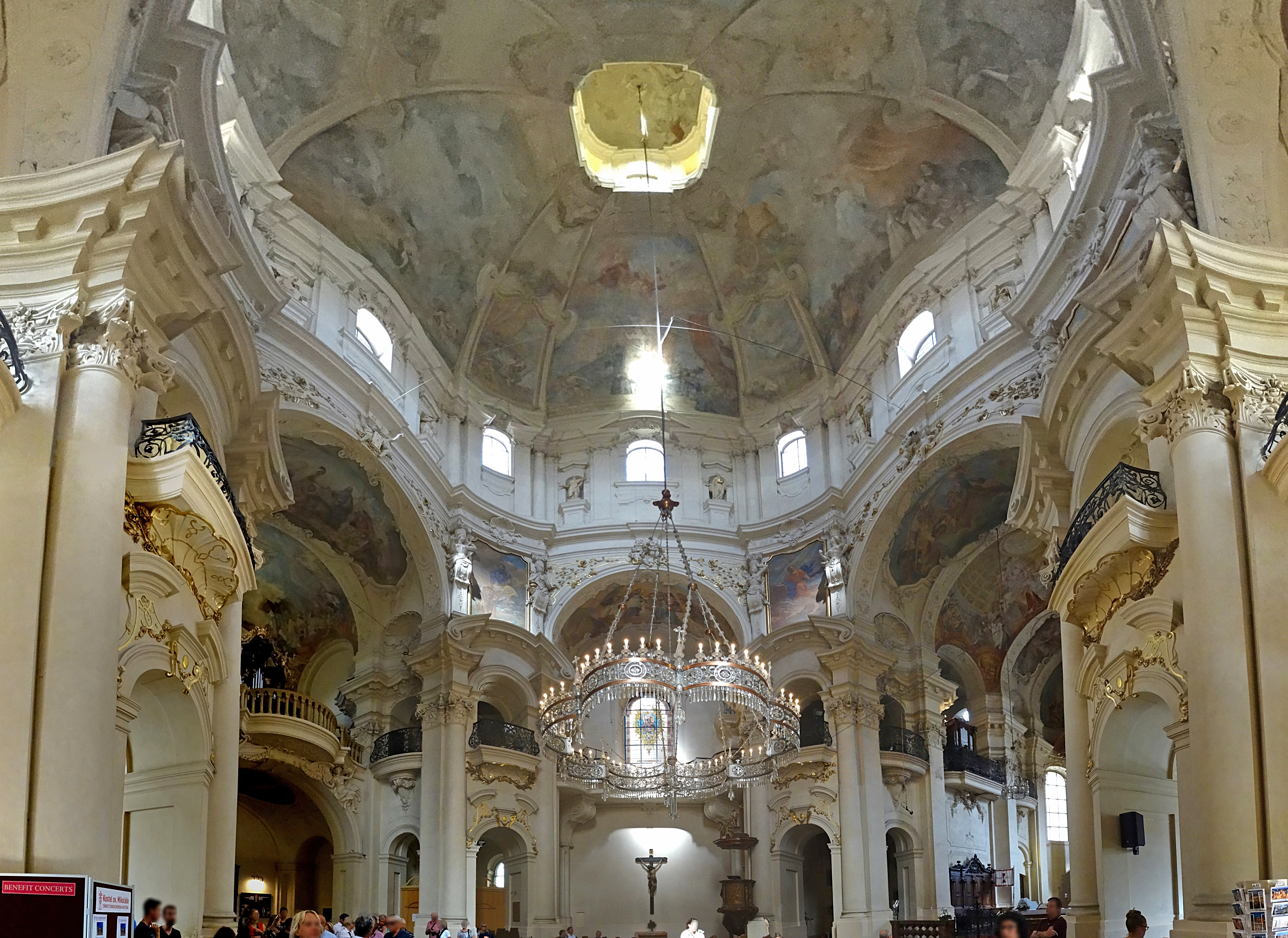
Интерьер
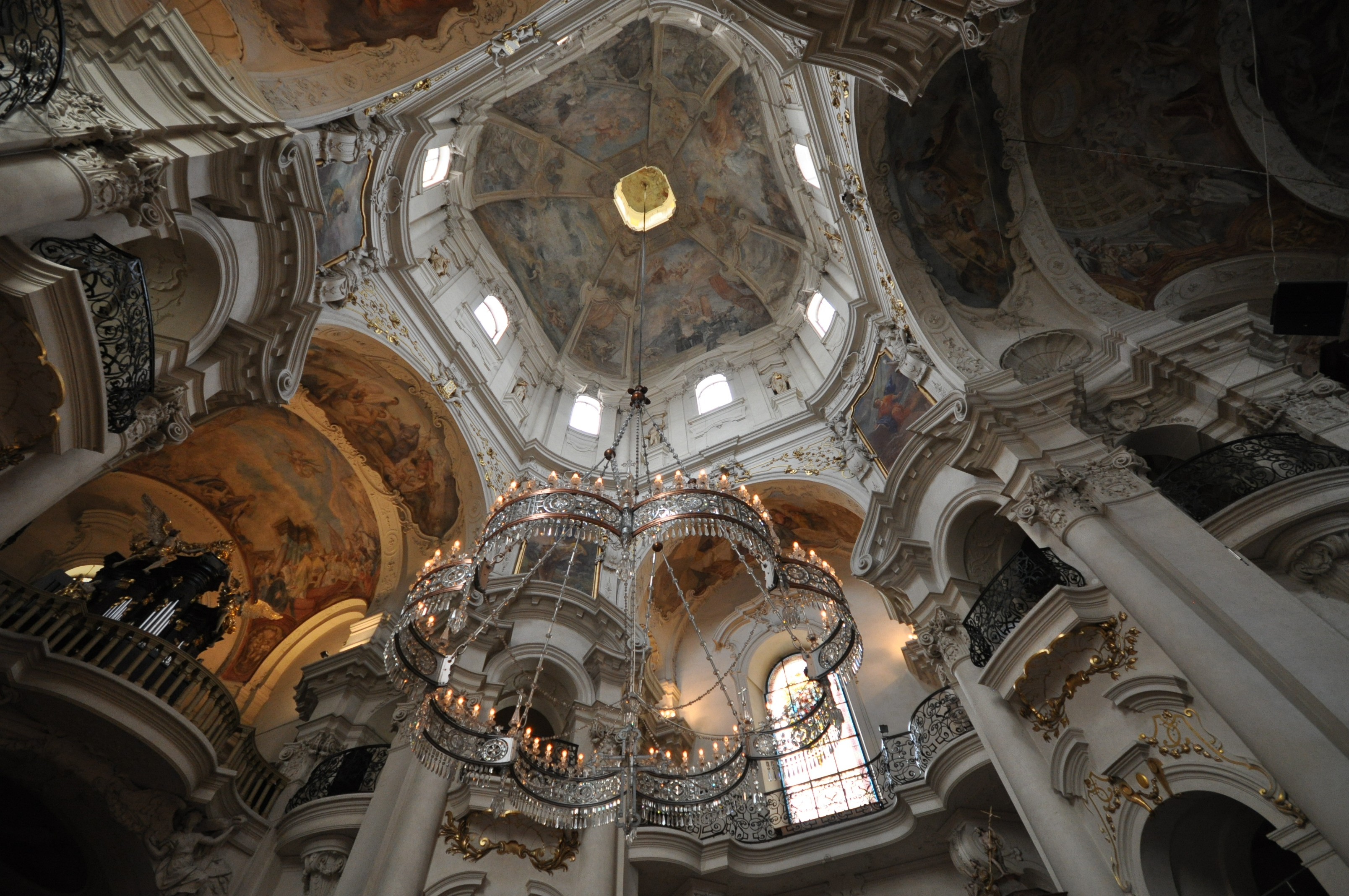
Интерьер. Вид купола
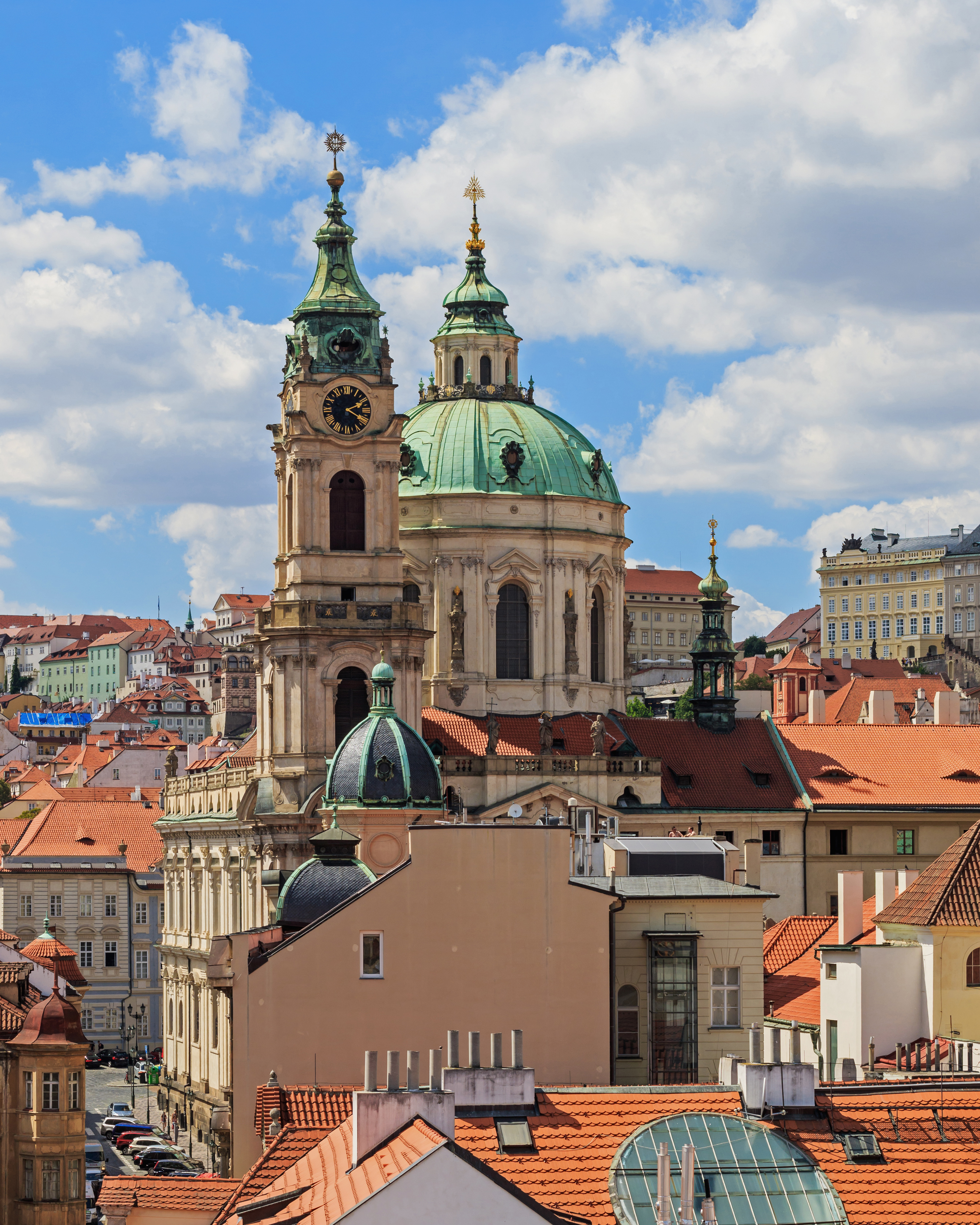
Церковь Святого Микулаша (Николая) на Малой Стране. 1737—1752
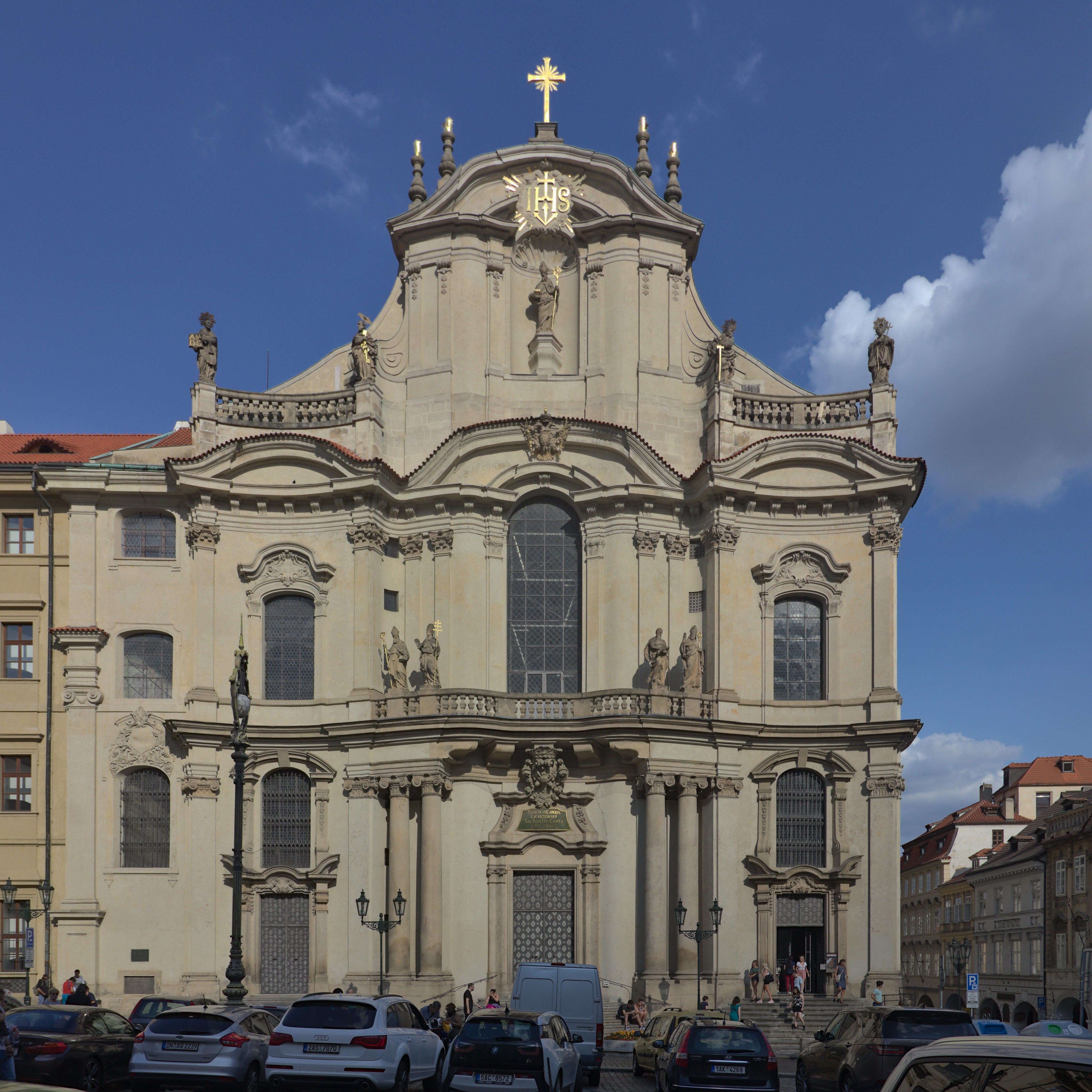
Церковь Святого Микулаша на Малой Стране. Западный фасад
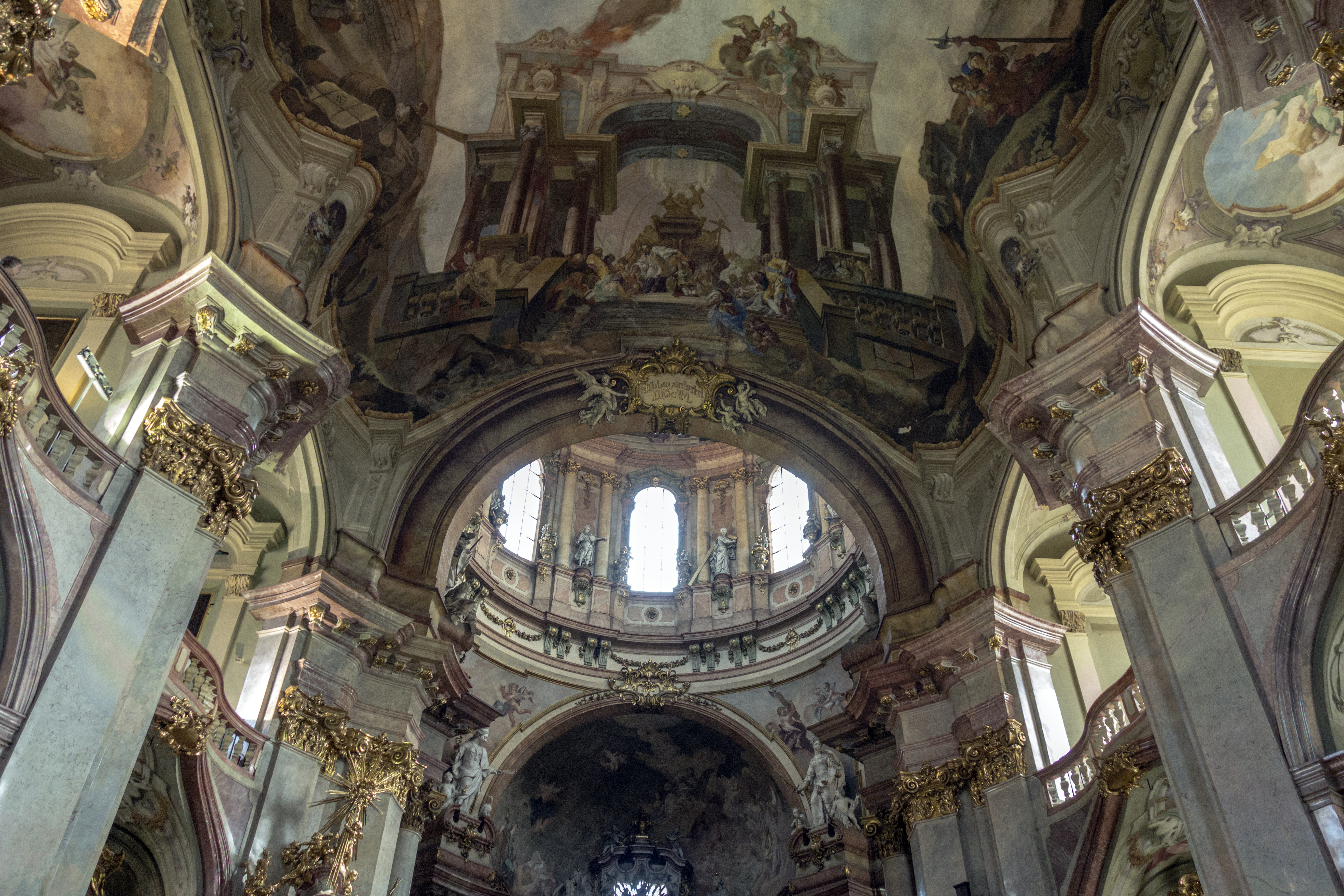
Интерьер главного нефа
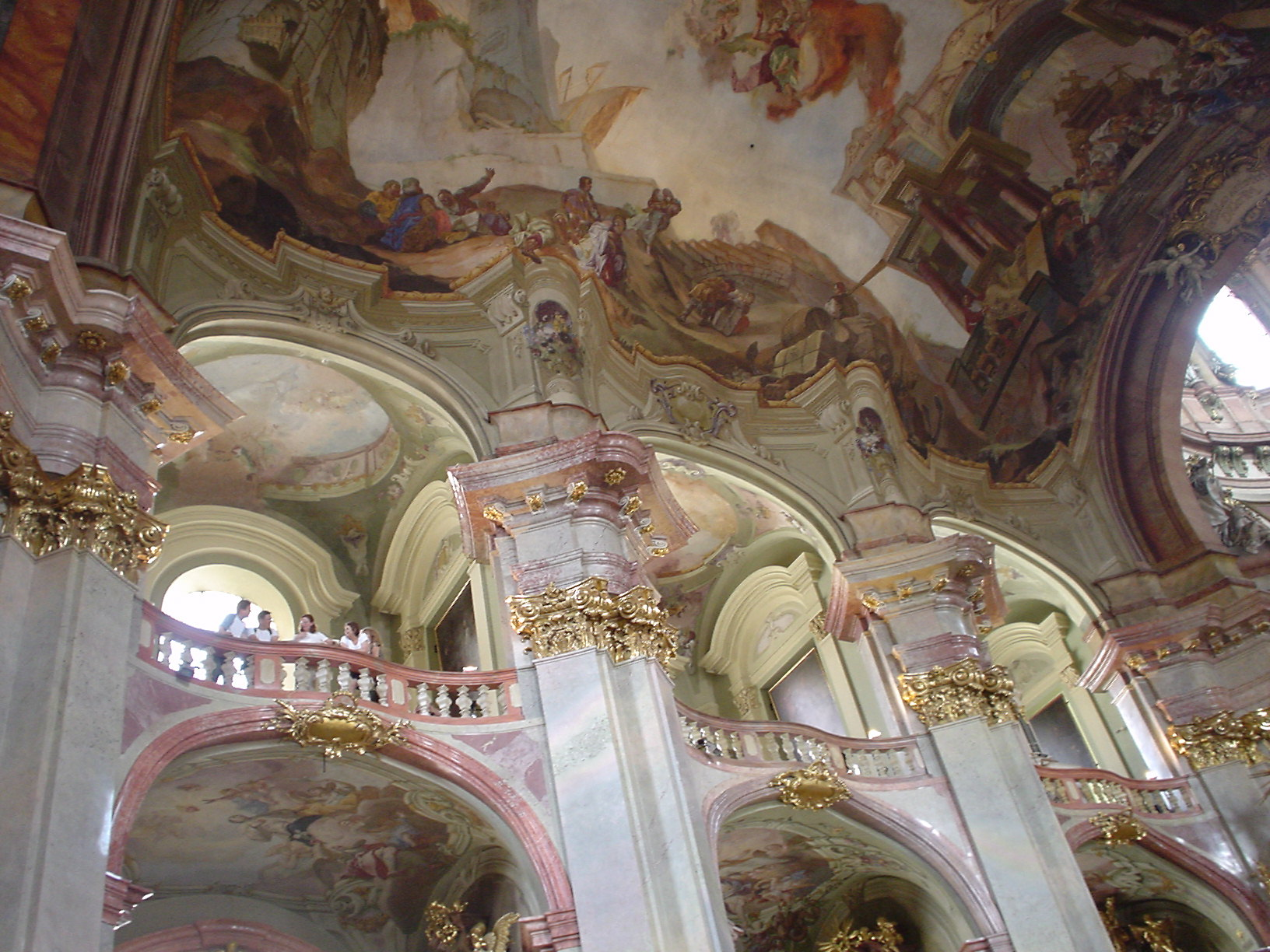
Деталь интерьера. Балконы
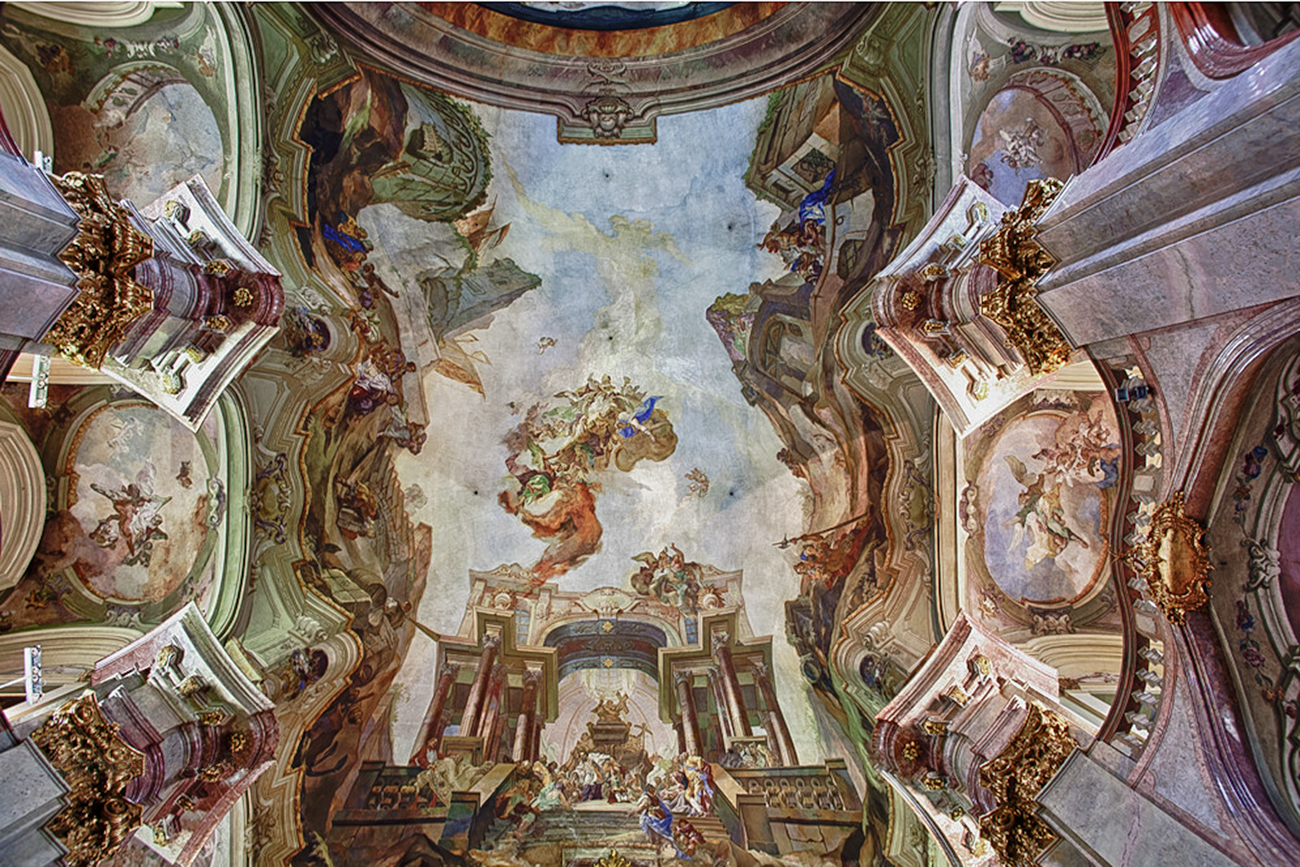
И. Л. Кракер. Апофеоз Святого Микулаша. Роспись плафона
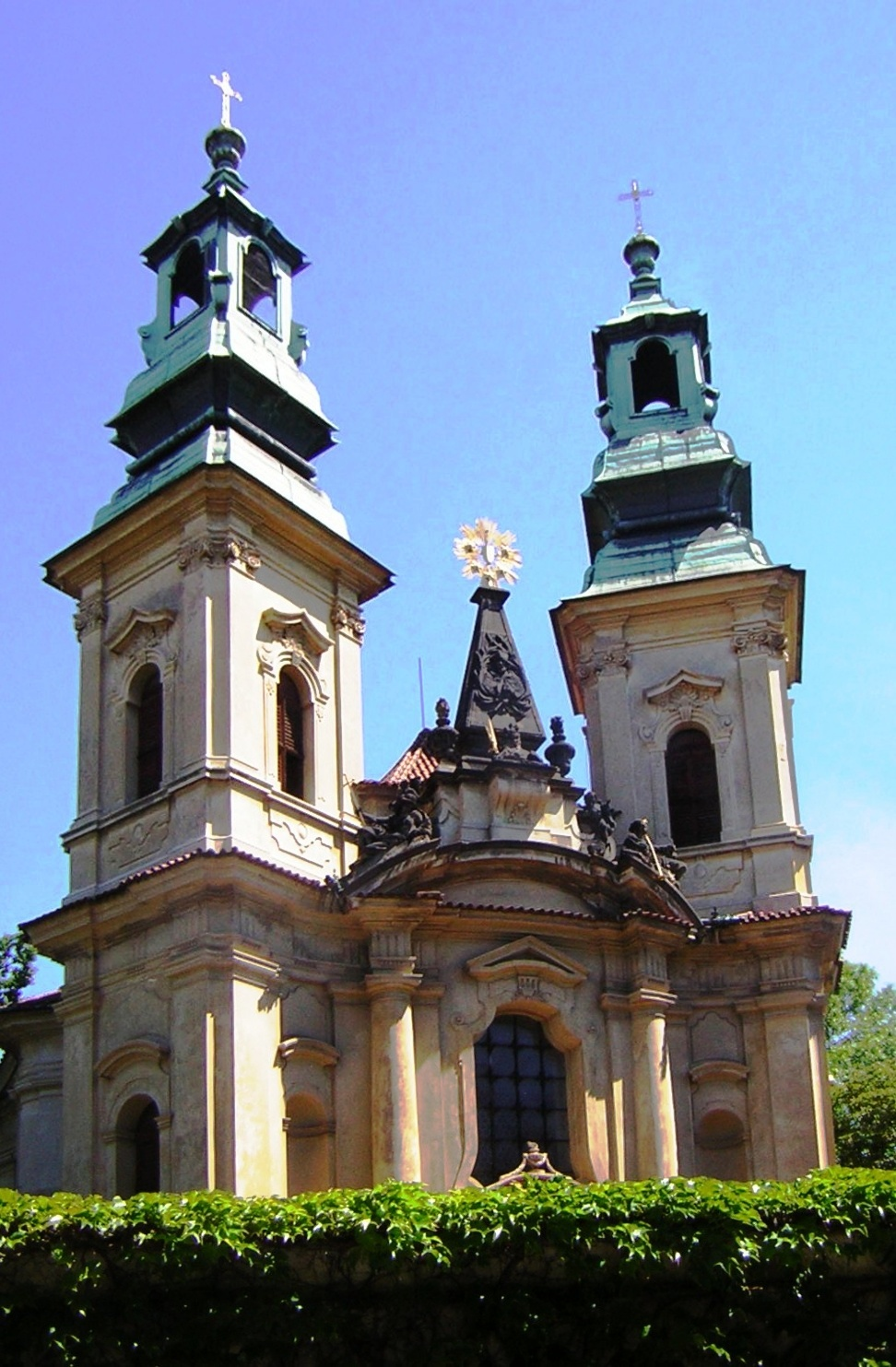
Церковь Святого Яна Непомука на Скале. 1730—1739
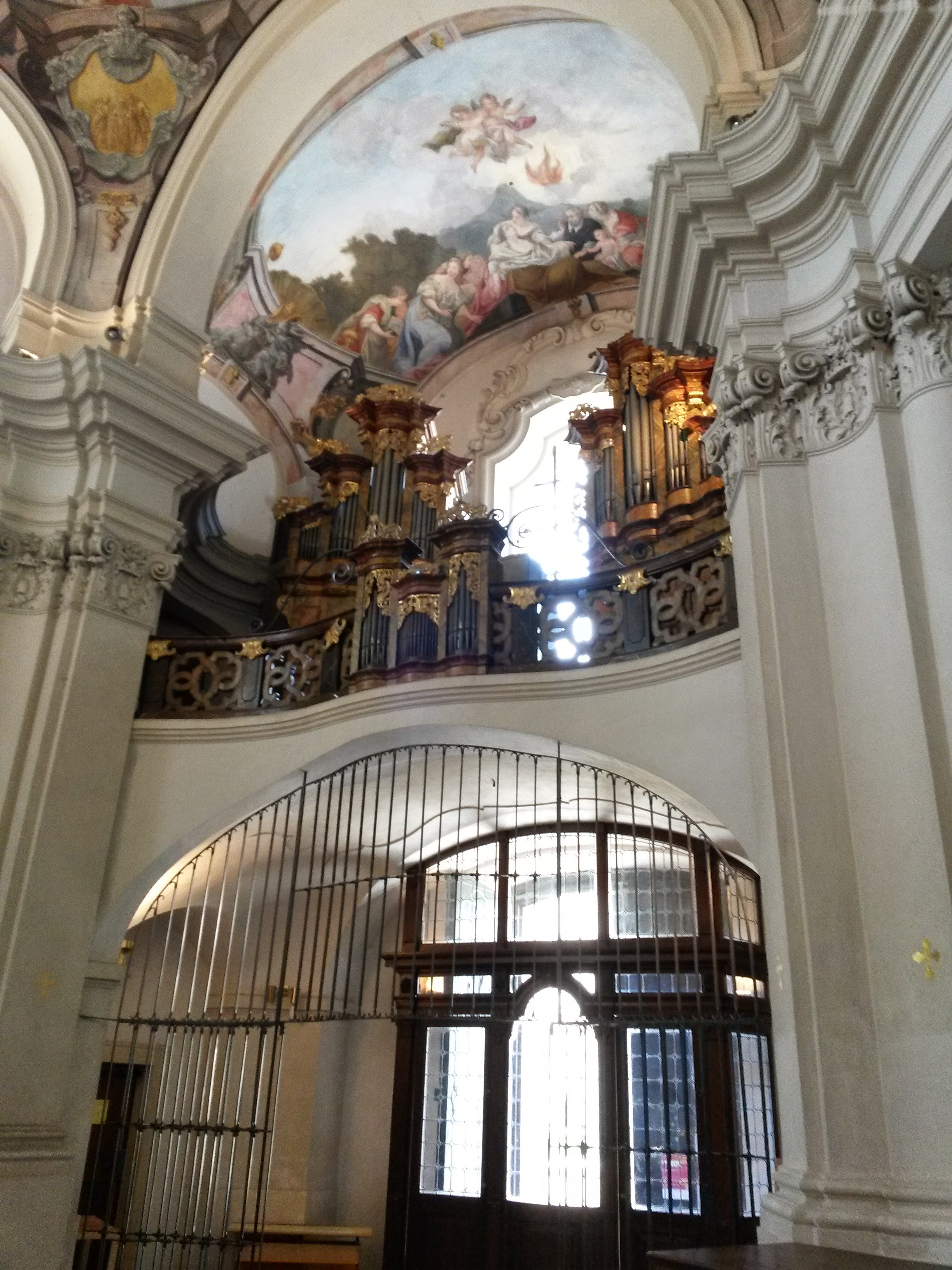
Интерьер. Орган церкви
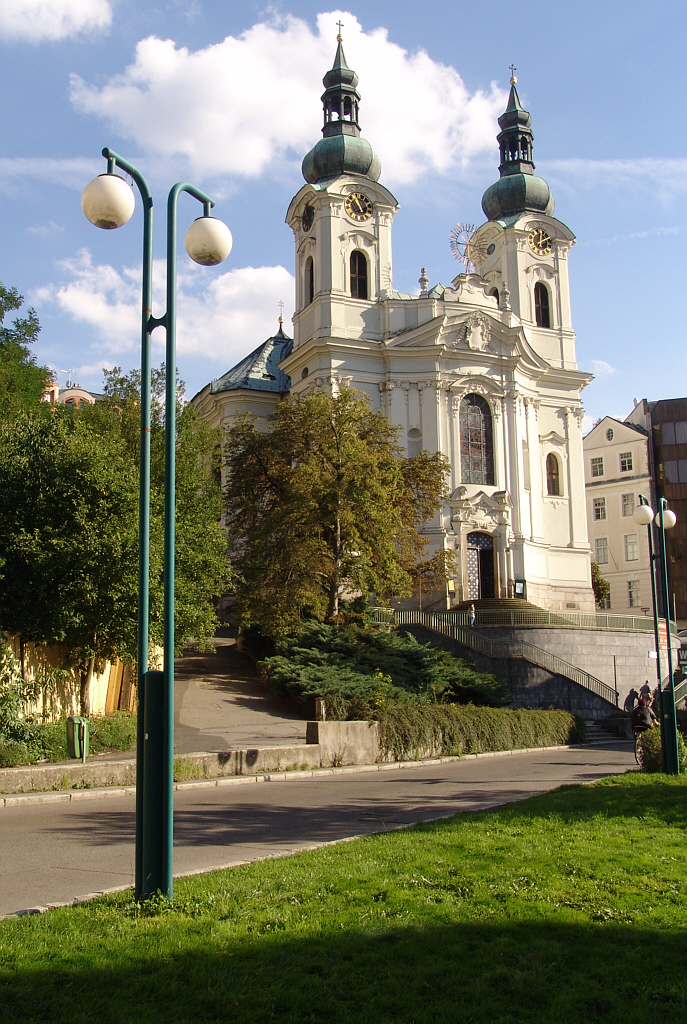
Церковь Святой Марии Магдалины в Карловых Варах
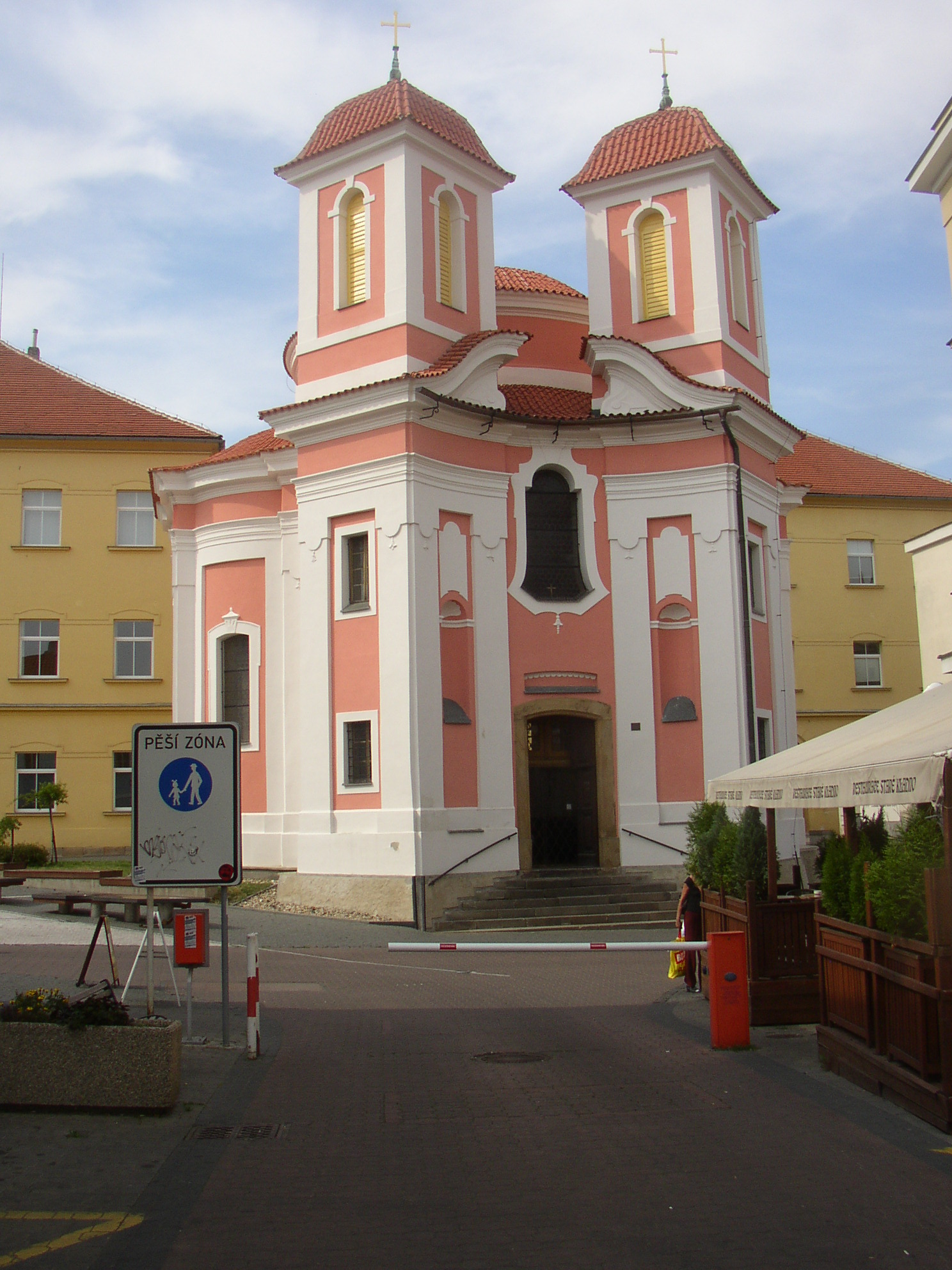
Костёл Святого Флориана в Кладно

## Примеры планировочных решений построек Килиана Игнаца Динценхофера

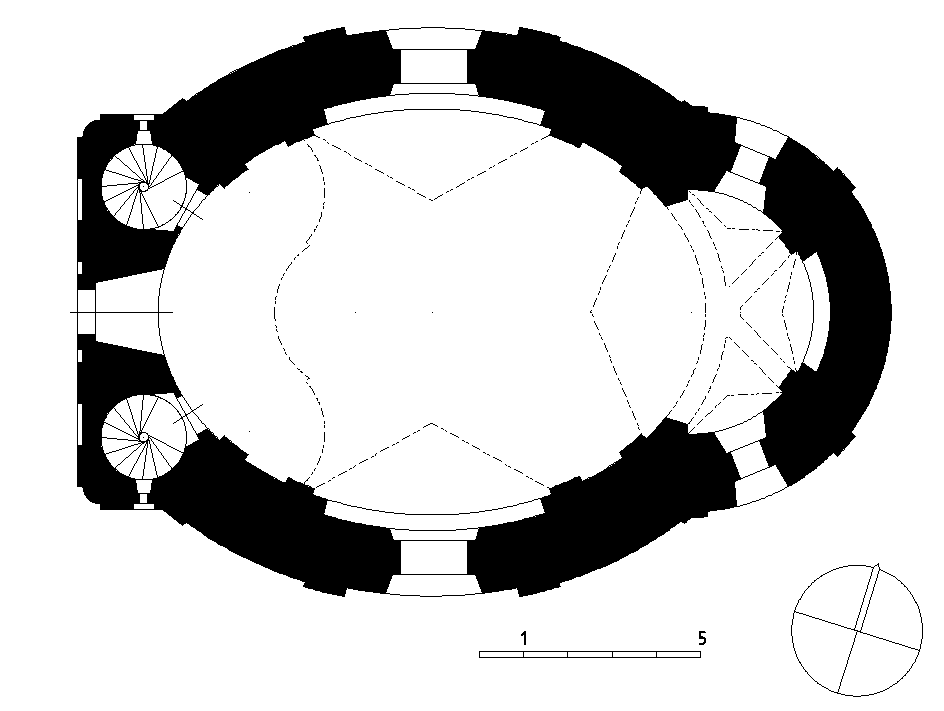
Костёл Св. Петра
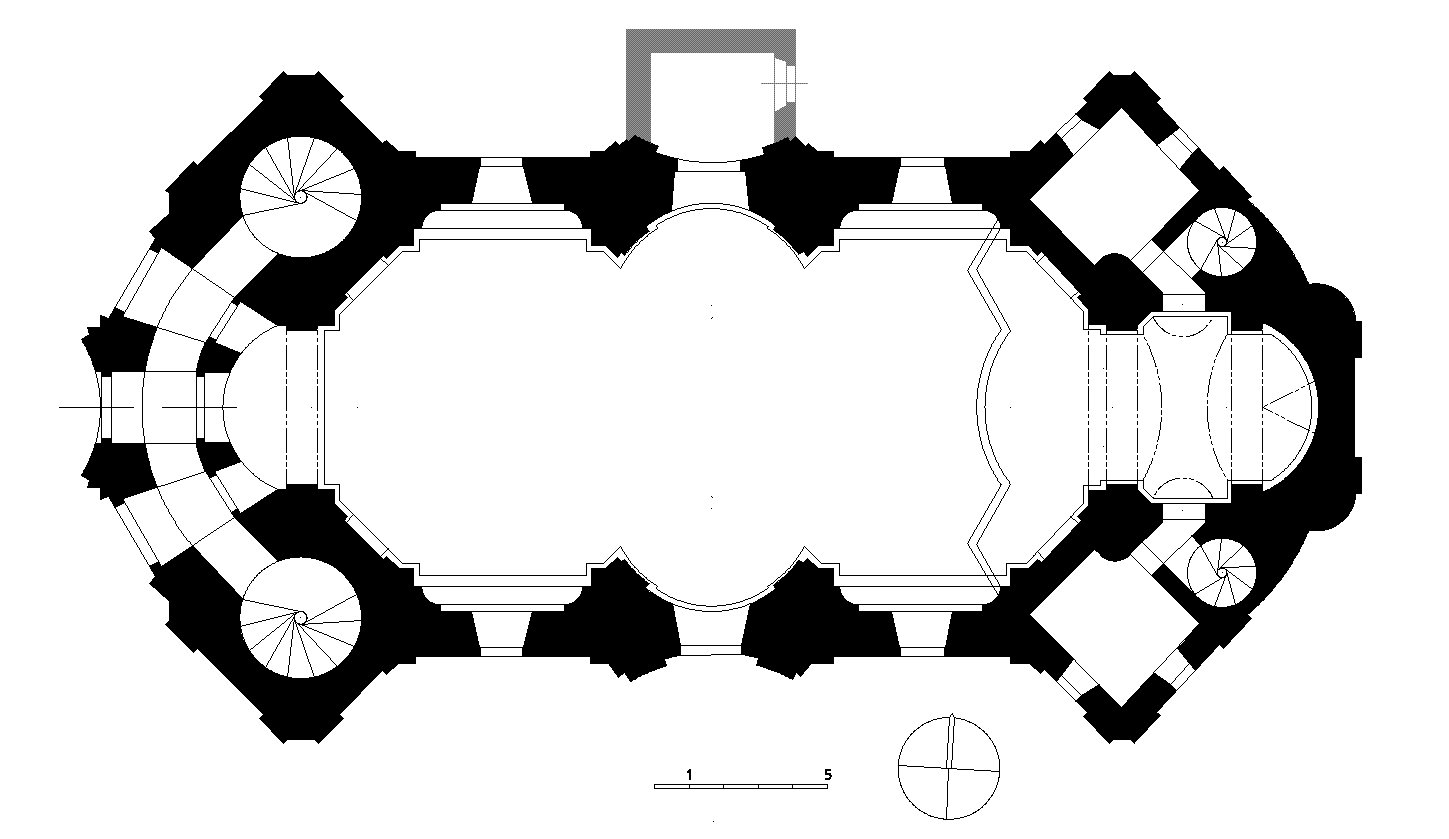
Костёл Св. Маркеты
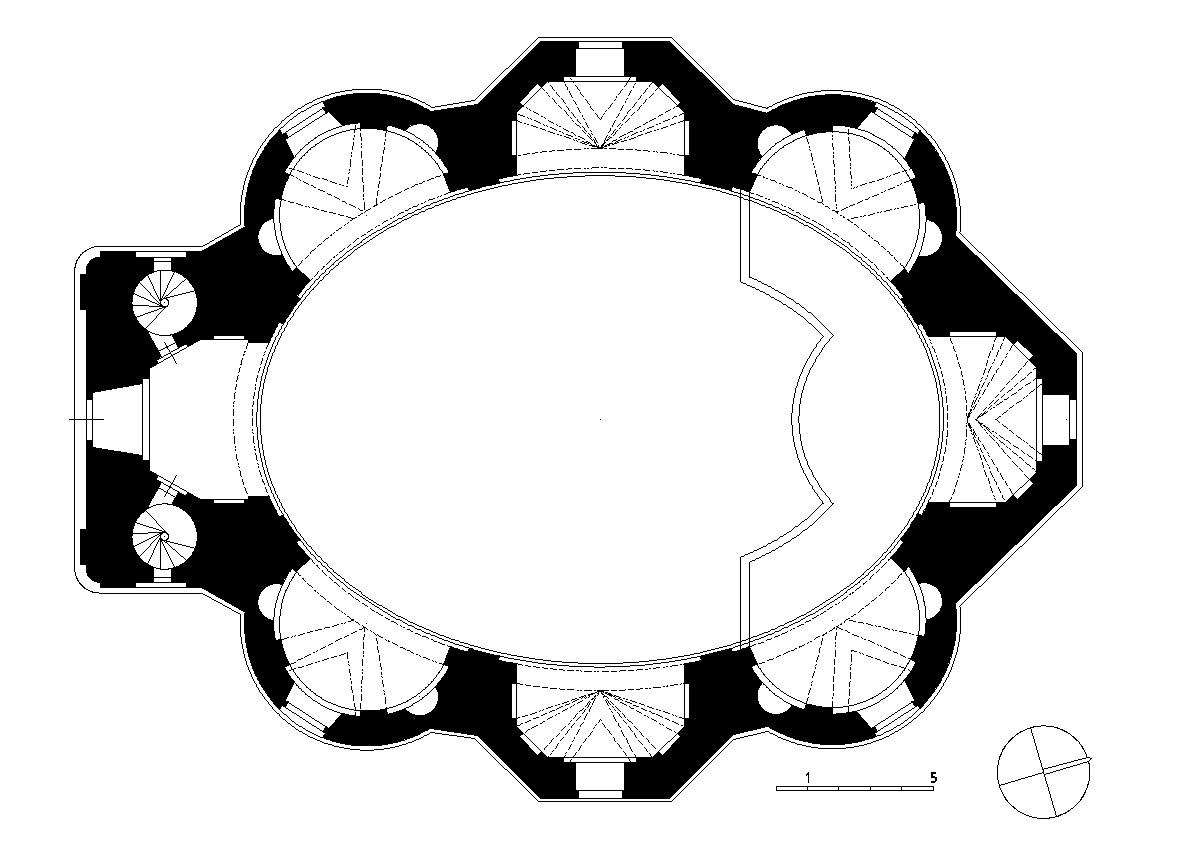
Костёл Св. Барборы
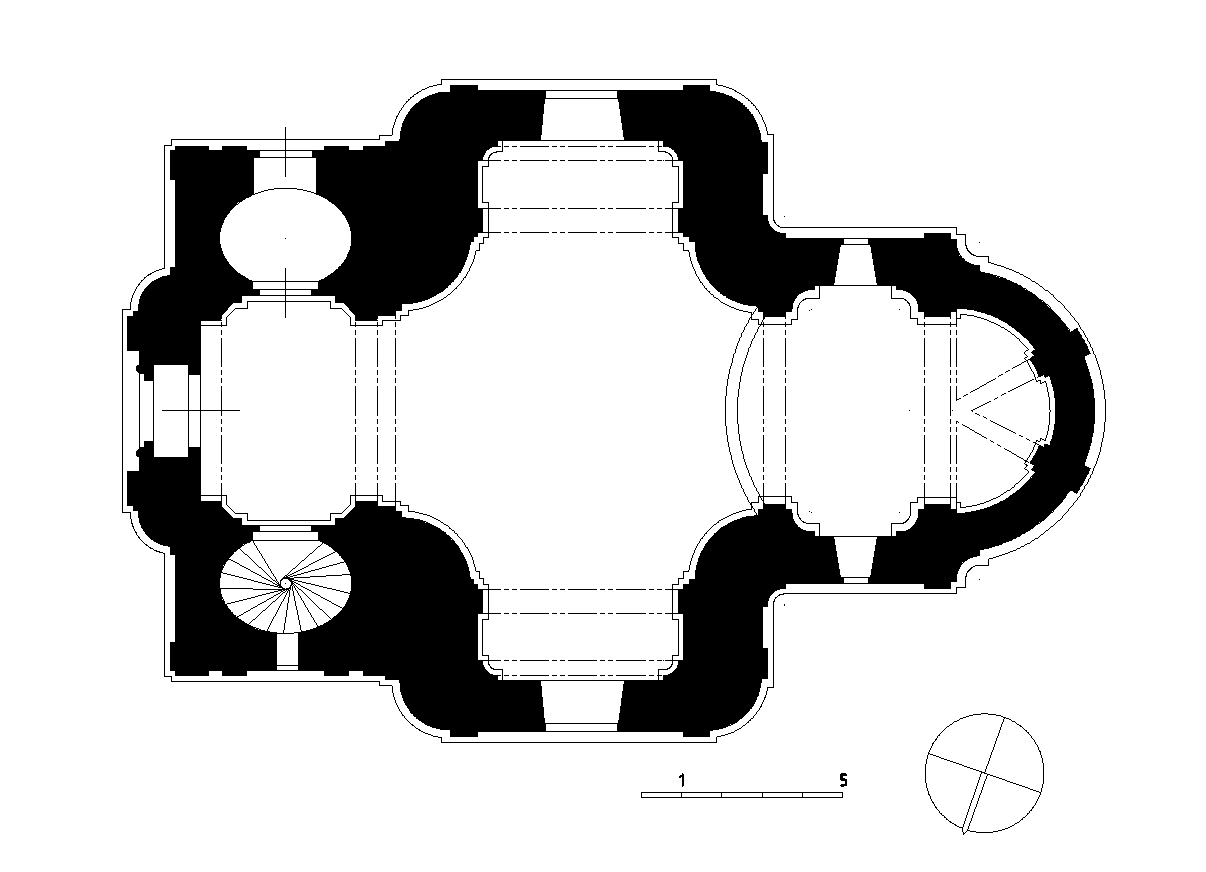
Костёл Св. Вацлава

## Основные постройки
- загородная вилла «Америка»
- дворец Гольц-Конских, Староместская площадь (вместе с Ансельмо Лураго)
- дворец Сильва-Тарокка, Прага
- загородный дворец Хрдли
- Бенедиктинский монастырь, Вальштадт, Силезия
- костёл отцов миноритов, Эгер, ныне Венгрия
- церковь Яна Непомуцкого, Пражский Град (1720—1729)
- монастырь отцов бенедиктинцев, Броунов
- церковь Святого Томаса, Прага (1723—1731)
- церковь Яна Непомуцкого на скале, Прага (1730—1739)
- Собор Святых Кирилла и Мефодия, Нове-Место, Прага (1730)
- церковь Св. Николая (Микулаша), Староместская площадь (1732—1735)
- церковь Святого Николая, Мала Страна (1737—1752)
- Портгеймка, Прага
- церковь Святой Екатерины, Нови Град (1738—1741, вместе с Францем Максимилианом Канка)
- церковь Св. Марии, Белая гора.
- церковь Святой Марии Магдалины, Карловы Вары
- Костёл Святого Флориана, Кладно
- Костёл Святой Ядвиги, Легницке Поле